# Szypliszki (gmina)
Szypliszki (lit. Šipliškės valsčius) – gmina wiejska w województwie podlaskim, w powiecie suwalskim. W latach 1975–1998 gmina położona była w województwie suwalskim. Do 25 czerwca 1952 r. gmina nosiła nazwę Zaboryszki.
Siedziba gminy to Szypliszki.
Według danych z 30 czerwca 2008 gminę zamieszkiwało 3991 osób. Natomiast według danych z 31 grudnia 2017 roku gminę zamieszkiwało 3925 osób.

## Struktura powierzchni
Według danych z roku 2002 gmina Szypliszki ma obszar 156,55 km², w tym:
- użytki rolne: 77%
- użytki leśne: 13%

Gmina stanowi 11,97% powierzchni powiatu.

## Demografia
Dane z 31 grudnia 2017 roku.
| Opis                              | Ogółem | Ogółem | Kobiety | Kobiety | Mężczyźni | Mężczyźni |
| --------------------------------- | ------ | ------ | ------- | ------- | --------- | --------- |
| jednostka                         | osób   | %      | osób    | %       | osób      | %         |
| populacja                         | 3 925  | 100    | 1 911   | 48,7    | 2 014     | 51,3      |
| gęstość zaludnienia (mieszk./km²) | 25     | 25     | 12      | 12      | 13        | 13        |

Dane z GUS-u 2014: ogół ludności gminy Szypliszki to 3949. Kobiet: 1932, mężczyzn: 2017.

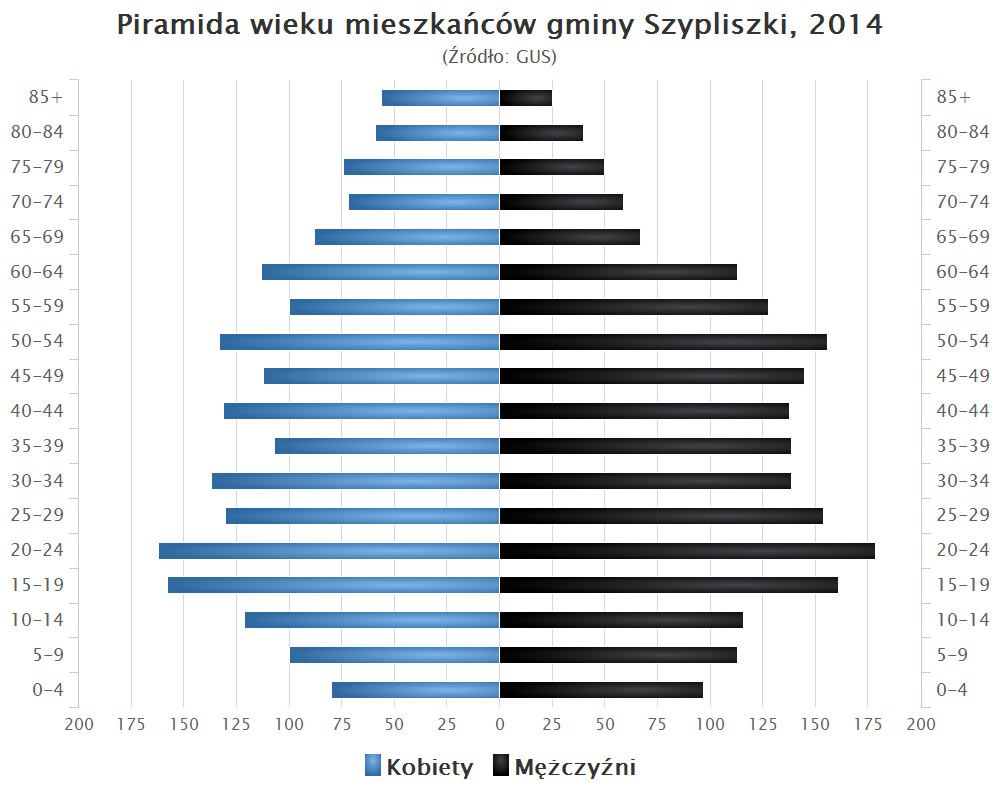
Piramida wieku mieszkańców gminy Szypliszki w 2014 roku

## Sołectwa
Adamowizna, Aleksandrówka, Andrzejewo, Becejły, Białobłota, Bilwinowo, Budzisko, Czerwonka, Deksznie, Dębniak, Dębowo, Fornetka, Głęboki Rów, Grauże Nowe, Grauże Stare, Jasionowo, Jegliniec, Jeziorki, Kaletnik I, Kaletnik II, Klonorejść, Kociołki, Krzywólka, Kupowo Folwark, Lipniak, Lipowo, Łowocie, Majdan, Mikołajówka, Olszanka, Podwojponie, Pokomsze, Polule, Postawelek, Przejma Mała, Przejma Wielka, Przejma Wysoka, Romaniuki, Rybalnia, Sadzawki, Sitkowizna, Słobódka, Szypliszki, Wesołowo, Węgielnia, Wiatrołuża Druga, Wojponie, Wygorzel, Zaboryszki, Żubryn, Żyrwiny.

## Sąsiednie gminy
Jeleniewo, Krasnopol, Puńsk, Rutka-Tartak, Suwałki gmina wiejska, Suwałki. Gmina sąsiaduje z Litwą.